# Sélections olympiques américaines d'athlétisme 1988
Les sélections olympiques américaines d'athlétisme 1988 ont eu lieu du 15 au 23 juillet 1988 à l'IU Michael A. Carroll Track & Soccer Stadium d'Indianapolis, dans l'Indiana. La compétition, qui se dispute séparément des championnats des États-Unis, désigne les athlètes sélectionnés dans la délégation américaine pour les Jeux olympiques de Séoul se déroulant du 23 septembre au 2 octobre 1988.
Certaines épreuves hors stade se déroulent séparément de ces championnats : le 50 km marche le 24 avril 1988 à Indianapolis, le marathon masculin le 24 avril 1988 à Jersey City, et le marathon féminin le 1er mai 1988 à Pittsburgh.

## Faits marquants
Le 16 juillet, lors des quarts de finale du 100 mètres féminin, Florence Griffith-Joyner remporte sa course en 10 s 49 (vent nul) et établit à cette occasion un nouveau record du monde de la discipline, améliorant de 27 centièmes de seconde l'ancienne meilleure marque mondiale détenue depuis 1984 par sa compatriote Evelyn Ashford. Florence Griffith-Joyner s'impose en finale en 10 s 61 après avoir remporté sa demi-finale en 10 s 70. Un deuxième record du monde est établi le même jour par Jackie Joyner-Kersee, la belle-sœur de Florence Griffith-Joyner, dans l'épreuve de l'heptathlon. Totalisant 7 215 points au terme des sept épreuves, l'Américaine améliore de 57 points son propre record mondial qu'elle détenait depuis la saison 1986.

## Résultats

### Hommes
| Épreuves | 1er                              | 2e                             | 3e                              |
| --- | -------------------------------- | ------------------------------ | ------------------------------- |
| 100 m Vent : +5,2 m/s | Carl Lewis 9 s 78                | Dennis Mitchell 9 s 86         | Calvin Smith 9 s 87             |
| 200 m Vent : +1,0 m/s | Joe DeLoach 19 s 96              | Carl Lewis 20 s 01             | Roy Martin 20 s 05              |
| 400 m | Butch Reynolds 43 s 93           | Danny Everett 43 s 98          | Steve Lewis 44 s 37             |
| 800 m | Johnny Gray 1 min 43 s 96        | Mark Everett 1 min 44 s 46     | Tracy Baskin 1 min 44 s 91      |
| 1 500 m | Jeff Atkinson 3 min 40 s 94      | Steve Scott 3 min 41 s 12      | Mark Deady 3 min 41 s 31        |
| 5 000 m | Doug Padilla 13 min 37 s 86      | Terry Brahm 13 min 40 s 08     | Sydney Maree 13 min 44 s 71     |
| 10 000 m | Bruce Bickford 29 min 07 s 35    | Steve Plasencia 29 min 08 s 58 | Pat Porter 29 min 09 s 92       |
| Marathon | Mark Conover 2 h 12 min 26 s     | Ed Eyestone 2 h 12 min 49 s    | Pete Pfitzinger 2 h 13 min 09 s |
| 20 km marche | Gary Morgan (en) 1 h 34 min 12 s | Tim Lewis 1 h 36 min 31 s      | Carl Schueler 1 h 36 min 36 s   |
| 50 km marche | Carl Schueler 3 h 57 min 48 s    | Marco Evoniuk 4 h 03 min 33 s  | Andy Kaestner 4 h 05 min 07 s   |
| 110 m haies Vent : +2,5 m/s | Roger Kingdom 13 s 21            | Tonie Campbell 13 s 25         | Arthur Blake 13 s 28            |
| 400 m haies | Edwin Moses 47 s 37              | Andre Phillips 47 s 58         | Kevin Young 47 s 72             |
| 3 000 m steeple | Brian Abshire 8 min 23 s 64      | Henry Marsh 8 min 24 s 21      | Brian Diemer 8 min 24 s 40      |
| Saut en hauteur | Jim Howard 2,34                  | Hollis Conway 2,32 m           | Brian Stanton 2,32 m            |
| Saut à la perche | Kory Tarpenning 5,89 m           | Earl Bell 5,79 m               | Billy Olson 5,69 m              |
| Saut en longueur | Carl Lewis 8,76 m                | Larry Myricks 8,74 m           | Mike Powell 8,36 m              |
| Triple saut | Willie Banks 18,20 m             | Charlie Simpkins 17,93 m       | Robert Cannon 17,63 m           |
| Poids | Randy Barnes 21,88 m             | Gregg Tafralis 20,88 m         | Jim Doehring 20,63 m            |
| Disque | Mac Wilkins 66,00 m              | Mike Buncic 65,30 m            | Randy Heisler 64,94 m           |
| Marteau | Ken Flax 77,28 m                 | Lance Deal 75,64 m             | Jud Logan 75,10 m               |
| Javelot | Dave Stephens 79,66 m            | Brian Crouser 79,46 m          | Tom Petranoff 79,46 m           |
| Décathlon | Gary Kinder 8 293 pts            | Tim Bright 8 287 pts           | Dave Johnson 8 245 pts          |
| Records et Performances - AR : Record continental (area record) - CR : Record des championnats (championship record) - MR : Record du meeting (meet record) - NR : Record national (national record) - OR : Record olympique (olympic record) - PR : Record paralympique (paralympic record) - PB : Record personnel (personal best) - SB : Meilleure performance personnelle de la saison (season's best) - WL : Meilleure performance mondiale de l'année (world leader) - WJR : Record du monde junior (world junior record) - WR : Record du monde (world record) Circonstances et Conditions - DNF : N'a pas terminé (did not finish) - DNS : N'a pas pris le départ (did not start) - DQ : Disqualification (disqualification) - NM : Aucun essai valable enregistré (No Mark) - Q : Qualifié « directement » au prochain tour (ou à la prochaine compétition), lors d'une compétition majeure, grâce au classement ou à la réalisation des minima (automatic qualifier) - q : Qualifié au prochain tour (ou à la prochaine compétition), lors d'une compétition majeure, grâce au repêchage ou à la réalisation de l'une des meilleures performances parmi celles des « non qualifiés directement » (grâce au meilleur temps ou à la meilleure distance par exemple) (secondary qualifier) |                                  |                                |                                 |

### Femmes
| Épreuves | 1re                                 | 2e                                   | 3e                            |
| --- | ----------------------------------- | ------------------------------------ | ----------------------------- |
| 100 m Vent : +1,2 m/s | Florence Griffith-Joyner 10 s 61    | Evelyn Ashford 10 s 81               | Gwen Torrence 10 s 91         |
| 200 m Vent : +1,3 m/s | Florence Griffith-Joyner 21 s 85    | Pam Marshall 21 s 93                 | Gwen Torrence 22 s 02         |
| 400 m | Diane Dixon 50 s 38                 | Denean Howard 50 s 40                | Valerie Brisco 50 s 53        |
| 800 m | Kim Gallagher 1 min 58 s 01         | Delisa Walton-Floyd 1 min 59 s 20    | Joetta Clark 1 min 59 s 93    |
| 1 500 m | Mary Slaney 3 min 58 s 92           | Regina Jacobs 4 min 00 s 46          | Kim Gallagher 4 min 05 s 41   |
| 3 000 m | Mary Slaney 8 min 42 s 53           | Vicki Huber 8 min 46 s 48            | PattiSue Plumer 8 min 49 s 21 |
| 10 000 m | Lynn Nelson 31 min 51 s 27          | Francie Larrieu-Smith 32 min 03 s 63 | Lynn Jennings 32 min 07 s 74  |
| Marathon | Margaret Groos 2 h 29 min 50 s      | Nancy Ditz 2 h 30 min 14 s           | Cathy O'Brien 2 h 30 min 18 s |
| 110 m haies Vent : +0,1 m/s | Jackie Humphrey 12 s 88             | Gail Devers 12 s 90                  | LaVonna Martin 12 s 93        |
| 400 m haies | Schowonda Williams 54 s 93          | Leslie Maxie 55 s 29                 | Latanya Sheffield 55 s 70     |
| Saut en hauteur | Louise Ritter 1,99 m                | Trish King 1,96 m                    | Coleen Sommer 1,96 m          |
| Saut en longueur | Jackie Joyner-Kersee 7,45 m         | Sheila Echols 6,88 m                 | Carol Lewis 6,88 m            |
| Poids | Ramona Pagel 19,33 m                | Bonnie Dasse 18,83 m                 | Connie Price 18,14 m          |
| Disque | Connie Price 61,28 m                | Ramona Pagel 61,28 m                 | Carol Cady 60,66 m            |
| Javelot | Donna Mayhew 63,66 m                | Karin Smith 56,46 m                  | Lynda Sutfin 56,08 m          |
| Heptathlon | Jackie Joyner-Kersee 7 215 pts (WR) | Cindy Greiner 6 226 pts              | Wendy Brown 6 079 pts         |
| Records et Performances - AR : Record continental (area record) - CR : Record des championnats (championship record) - MR : Record du meeting (meet record) - NR : Record national (national record) - OR : Record olympique (olympic record) - PR : Record paralympique (paralympic record) - PB : Record personnel (personal best) - SB : Meilleure performance personnelle de la saison (season's best) - WL : Meilleure performance mondiale de l'année (world leader) - WJR : Record du monde junior (world junior record) - WR : Record du monde (world record) Circonstances et Conditions - DNF : N'a pas terminé (did not finish) - DNS : N'a pas pris le départ (did not start) - DQ : Disqualification (disqualification) - NM : Aucun essai valable enregistré (No Mark) - Q : Qualifié « directement » au prochain tour (ou à la prochaine compétition), lors d'une compétition majeure, grâce au classement ou à la réalisation des minima (automatic qualifier) - q : Qualifié au prochain tour (ou à la prochaine compétition), lors d'une compétition majeure, grâce au repêchage ou à la réalisation de l'une des meilleures performances parmi celles des « non qualifiés directement » (grâce au meilleur temps ou à la meilleure distance par exemple) (secondary qualifier) |                                     |                                      |                               |